# Пердью, Дерелис
Дерелис Пердю (англ. Derelys Perdue; 22 марта 1902, Лос-Анджелес — 30 сентября 1989, там же) — американская танцовщица и актриса немого кино.

## Биография
Дерелис родилась 22 марта 1902 года в Лос-Анджелесе. Окончив частную женскую школу, Дерелис увлеклась танцами и добилась на этом поприще значительного успеха. Голливудские продюсеры заинтересовались ею после постановки «Аттила и гунны», где Дерелис выступала в паре с Рамоном Новарро, и в 1921 году она снялась вместе с Новарро в немом фильме «Идол маленького городка». Оба актёра получили небольшие танцевальные роли, и эта картина стала дебютом Дерелис в кино.
В 1923 году Дерелис вошла в список WAMPAS Baby Stars, куда ежегодно включали подающих надежды молодых актрис, и это поспособствовало развитию её карьеры. Она стала получать главные роли — наиболее известным фильмом с её участием является фантастическая картина 1924 года «Последний человек на Земле», — однако удача сопутствовала Дерелис всего несколько лет. Один из боссов её киностудии, Джозеф Кеннеди (отец президента Джона Кеннеди), начал настаивать, чтобы Дерелис изменила имя на Энн. Актриса подала на него в суд, но проиграла дело, и её карьера пошла на спад, завершившись в 1929 году.
Дерелис Пердью скончалась 30 сентября 1989 года в Лос-Анджелесе в возрасте восьмидесяти семи лет.